# Болница Свете Катарине
Болница Свете Катарине једна је од бивши болница у Паризу која је срушена 1853. године.

## Положај
До рушења болница Свете Катарине се налазила на углу улица 33 bis rue des Lombards и  20 de la rue Saint-Denis у 1. арондисману Париза.
- Болница на мапи из 1615. и 1734.

## Историја
Стара болница под називом Sainte-Opportune основана је 1181. године, на другој страни улице, као додатак цркви Sainte-Opportune. У њој су били смештени и неговани ходочасници.
Када је болница у 13. веку променила одредиште, добила је и ново име „Болница Свете Катерине”. Болница је примала, смештала и привремено хранила жене без азила које су из француских провинција допутовале у Париз. 
Отприлике у периоду од 1540. до 1545. године, болницом су заједнички управљала брат Свети Аугустин и његова сестра Аугустина. Болница је такође била одговорна за сахрањивање на оближњем гробљу лешева — несретника пронађених на улицама Париза и оних утопљених у Сени. Они су пре сахране прво смештани у мртвачницу Châtelet а потом пребацивани у капелу Свете Катарине пре сахране.. Да би покриле трошкове сахране монахиње су саме продале одећу мртвих по Паризу.
У болничкој капели на улици Saint-Denis, изграђеној око 1222. године и обновљеној 1479. године, било је седиште париског братства апотекара и бакалница Свети Никола од 15. до 16. века.

## Рушење болнице
Након национализације имовине свештенства указом од 2. новембра 1789, болница је постала део националног добра, али је заједница наставила са својим добротворним радом до 1794. године. 
Болница је додељена 1795. године радионици националног института слепих радника коју је основао Valentin Haüy. Ова радионица је 1800. године прерасла у очну болницу под називом Hôpital des Quinze-Vingts. 
Болничка капела је била 16. децембра 1796. године седиште теофилантропа чији је култ заснован на две главне идеја: веровање у Бога и љубав према ближњем. Један од оснивача овог култа био је и Valentin Haüy. 
Капела је 1800-тих  враћена за католичка богослужења а теофилантропима је забрањен рад. 
Зграде старе болнице продате су 1818. године, а затим је срушена са својом капелом 1853. године током изградње саобраћајнице Boulevard de Sébastopol и проширења улице Saint-Denis. Током овог рушења откривени су засвођени подруми.
- Рушење болнице 1853.
- Засвођени подруми откривени током рушења болнице
- Рушење болнице 1853.